# Ezequiel Bullaude
Ezequiel Eduardo Bullaude (Maipú, Mendoza, 26 de octubre de 2001) es un futbolista argentino que juega como centrocampista y su equipo actual es el Fortuna Sittard de la Eredivisie.

## Trayectoria

### Godoy Cruz
Fue subido a la primera del «Tomba» en 2018 por el técnico Diego Dabove. Debutó oficialmente el 20 de octubre de ese año, en la victoria 2-0 frente a Aldosivi por la Superliga Argentina.
El 13 de febrero del 2021 convierte su primer gol, en la victoria 2-1 frente a Aldosivi en la primera fecha de  Copa de la Liga. Volvió a convertir en esa competencia en los encuentros disputados frente a Platense y Arsenal respectivamente. El 19 de junio convirtió durante la primera fecha de la Liga Profesional de Futbol contra  Rosario Central. El 22 de septiembre convierte un gol en la  Copa Argentina frente a  Racing de Avellaneda y el 26 de septiembre vuelve a convertir pero esta vez frente a  Independiente de Avellaneda por el torneo doméstico. Bullaude culminó esa temporada con un total de 34 partidos disputados y 12 goles metidos.
El 7 de marzo de 2022 marcó dos goles en un partido frente a  Independiente. El 2 de abril vuelve a convertir un doblete pero esta vez frente a Estudiantes de la Plata. El 6 de mayo convertiría lo que sería su último gol en el conjunto mendocino, en la derrota 3-1 frente a Barracas Central.

### Feyenoord
El 30 de agosto de 2022 se confirmó su venta al fútbol de Europa, más precisamente el Feyenoord de Róterdam, quien desembolso una cifra cerca a los 7 millones y medio de euros por la totalidad de su pase. El 11 de Septiembre debutó para el Feyernoord frente al Sparta Rotterdam. El 9 de marzo de 2023 convierte lo que sería su único gol para el conjunto profesional del equipo neerlandés, frente al Shakhtar Donetsk en la ida de los octavos de final de la  Liga Europea de la UEFA.

### Boca Juniors
El 14 de agosto de 2023, se hizo oficial su fichaje por Boca Juniors, a préstamo desde el Feyenoord Rotterdam, donde firmó contrato hasta junio de 2024. El 3 de septiembre debutó en el equipo Xeneixe frente a  Tigre. El 10 de septiembre convierte su único tanto con la camiseta azul y dorada, en los octavos de final de la Copa Argentina frente a  Almagro.

### Fortuna Sittard
El 2 de septiembre de 2024 desembarca en el Fortuna Sittard a préstamo con opción de compra. El 14 de septiembre debuta frente al NAC Breda en la derrota 2-1. El 22 de septiembre convierte su primer tanto para el Fortuna Sittard frente al PSV Eindhoven en la derrota 3-1 de local. El 28 de septiembre vuelve a convertir pero esta vez frente al Sparta Rotterdam.

## Estadísticas

### Clubes
Actualizado al último partido disputado el 26 de noviembre de 2023.
| Club | Div.          | Temporada     | Liga  | Liga  | Liga   | Copas nacionales(1) | Copas nacionales(1) | Copas nacionales(1) | Torneos internacionales(2) | Torneos internacionales(2) | Torneos internacionales(2) | Total | Total | Total  |
| Club | Div.          | Temporada     | Part. | Goles | Asist. | Part.               | Goles               | Asist.              | Part.                      | Goles                      | Asist.                     | Part. | Goles | Asist. |
| --- | ------------- | ------------- | ----- | ----- | ------ | ------------------- | ------------------- | ------------------- | -------------------------- | -------------------------- | -------------------------- | ----- | ----- | ------ |
| Godoy Cruz Argentina | 1.ª           | 2018-19       | 6     | 0     | 0      | 5                   | 0                   | 0                   | 5                          | 0                          | 0                          | 16    | 0     | 0      |
| Godoy Cruz Argentina | 1.ª           | 2019-20       | 3     | 0     | 0      | —                   | —                   | —                   | 2                          | 0                          | 1                          | 5     | 0     | 1      |
| Godoy Cruz Argentina | 1.ª           | 2020          | —     | —     | —      | 7                   | 0                   | 0                   | —                          | —                          | —                          | 7     | 0     | 0      |
| Godoy Cruz Argentina | 1.ª           | 2021          | 24    | 7     | 3      | 14                  | 5                   | 0                   | —                          | —                          | —                          | 34    | 12    | 3      |
| Godoy Cruz Argentina | 1.ª           | 2022          | 14    | 0     | 2      | 16                  | 6                   | 3                   | —                          | —                          | —                          | 30    | 6     | 5      |
| Godoy Cruz Argentina | Total club    | Total club    | 47    | 7     | 5      | 42                  | 11                  | 3                   | 7                          | 0                          | 1                          | 96    | 18    | 9      |
| Feyenoord · Países Bajos | 1.ª           | 2022-23       | 9     | 0     | 1      | 2                   | 0                   | 0                   | 4                          | 1                          | 1                          | 15    | 1     | 2      |
| Feyenoord · Países Bajos | Total club    | Total club    | 9     | 0     | 1      | 2                   | 0                   | 0                   | 4                          | 1                          | 1                          | 15    | 1     | 2      |
| Boca Juniors Argentina | 1.ª           | 2023          | —     | —     | —      | 14                  | 1                   | 1                   | —                          | —                          | —                          | 14    | 1     | 1      |
| Boca Juniors Argentina | 1.ª           | 2024          | —     | —     | —      | 5                   | 0                   | 0                   | 1                          | 0                          | 0                          | 6     | 0     | 0      |
| Boca Juniors Argentina | Total club    | Total club    | 0     | 0     | 0      | 19                  | 1                   | 1                   | 1                          | 0                          | 0                          | 20    | 1     | 1      |
| Fortuna Sittard · Países Bajos | 1.ª           | 2024-25       | 5     | 2     | 0      | 0                   | 0                   | 0                   | 0                          | 0                          | 0                          | 5     | 2     | 0      |
| Fortuna Sittard · Países Bajos | Total club    | Total club    | 5     | 2     | 0      | 0                   | 0                   | 0                   | 0                          | 0                          | 0                          | 5     | 2     | 0      |
| Total carrera | Total carrera | Total carrera | 61    | 9     | 6      | 63                  | 12                  | 4                   | 13                         | 1                          | 2                          | 125   | 23    | 12     |
| (1) Incluye datos de la Copa Argentina, Copa de la Superliga, Copa de la Liga y la Copa de los Países Bajos (2022/23). (2) Incluye datos de la Copa Libertadores (2019), la Liga Europa de la UEFA (2022/23) y la Copa Sudamericana (2024). |               |               |       |       |        |                     |                     |                     |                            |                            |                            |       |       |        |

## Palmarés

### Títulos nacionales
| Título     | Club      | País         | Año     |
| ---------- | --------- | ------------ | ------- |
| Eredivisie | Feyenoord | Países Bajos | 2022-23 |